# باتاوة بيدك (كوهمرة خامي)
باتاوة بیدك (بالفارسية: پاتاوه بیدک) هي قرية تقع في إيران في قسم كوهمرة خامي الريفي.